# Rhagoletis pomonella
Rhagoletis pomonella is een vlieg uit de familie van de boorvliegen (Tephritidae), en inheems in Noord-Amerika (Canada en de Verenigde Staten). Het is een insect dat plagen veroorzaakt in de appelteelt en daarom wordt getracht te voorkomen dat het vliegje Europa binnenkomt.

## Beschrijving
Volwassen dieren zijn iets kleiner dan de huisvlieg. Het lichaam is van onder zwart-wit gestreept. De vleugels hebben een zwarte streping in een duidelijk (en uniek voor deze soort) patroon.
De vliegjes leggen hun eitjes in de zomer in onrijpe vruchten van de meidoorn (Crataegus), of rozenbottels en appels. Na vijf tot tien dagen komen de larven uit. De larven leven in de groene vruchten tot de vruchten rijp zijn en op de grond vallen. Daarna kruipen de larven in de bodem om daar te verpoppen. Uit de poppen komen het volgende voorjaar de volwassenen appelvliegjes. 

## Soortvorming
De vlieg is een belangrijk studieobject in de evolutiebiologie. Hij illustreert hoe snel nieuwe soorten kunnen ontstaan. In Noord-Amerika voedde deze vlieg zich aanvankelijk alleen met bessen van de meidoorn. Tussen 1800 en 1850 werd in Amerika de appel ingevoerd. Daarna ontstonden er twee rassen van de vlieg, een gespecialiseerd op appels en het oorspronkelijke ras dat de meidoorn als waardplant hield. Deze twee rassen verschillen nu in genensamenstelling en de timing van hun levenscyclus (3 weken verschil) en zijn daardoor reproductief geïsoleerd. Deze tweedeling wordt gezien als een van de duidelijkste voorbeelden van sympatrische soortvorming.